# Badachu

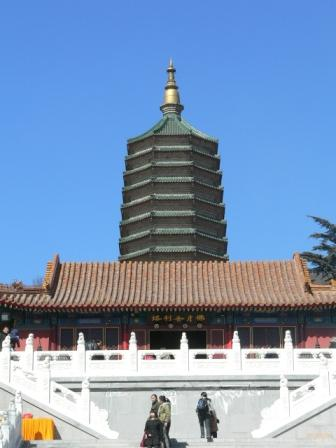
Linguang Temple, eines der acht Klöster in Badachu

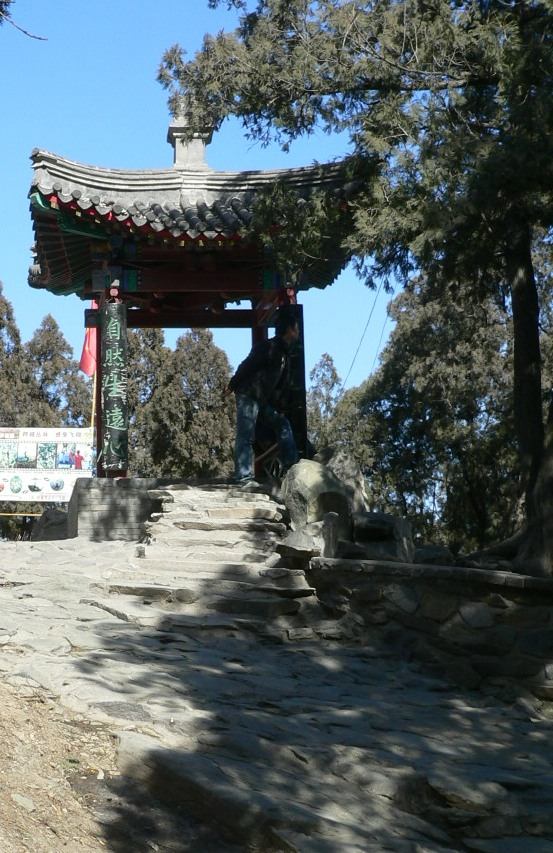
Ein Pavillon in Badachu

Badachu (chinesisch 八大处, Pinyin bādàchǔ; auch als Badachu-Park bekannt) ist ein abgelegener Bergpark am westlichen Stadtrand von Peking.

## Geschichte
Die Anlage besteht aus acht buddhistischen Tempelanlagen aus der Ming- (明朝, 1368–1644) und Qing-Zeit (清朝, 1644–1911). Mittelpunkt des Parks ist der Lingguangsi (灵光寺), ein Pagodentempel, der neben der großen Pagode sehenswerte Wandreliefs aufzuweisen hat.
Neben Tempeln und Lauben bietet der Park auch seltenen alte Bäume, von denen einige über 6 Jahrhunderte alt sind. Vom Park führt eine Seilbahn auf die Spitze des Hügels.

## Tempel und Klöster
- Chang’an-Tempel (长安寺 – „Tempel des Ewigen Friedens“)
- Lingguang-Tempel (灵光寺 – „Tempel des Göttlichen Lichts“)
- Sanshan-Nonnenkloster (三山庵 – „Kloster der Drei Hügel“)
- Dabei-Tempel (大悲寺 – „Tempel der Großen Barmherzigkeit“)
- Longquan-Nonnenkloster (龙泉庵 – „Kloster der Drachenquelle“)
- Xiangjie-Tempel (香界寺 – „Tempel der Duftenden Welt“)
- Baozhu-Höhle (宝珠洞 – „Höhle der Kostbaren Perle“)
- Zhengguo-Tempel (正果寺 – „Tempel der totalen Verwandlung“)